# Roberto Sgambelluri
Roberto Sgambelluri (Melito di Porto Salvo, 6 de abril de 1974) es un exciclista profesional italiano. Fue profesional entre 1997 y 2004. Su victoria más importante fue la consecución de la sexta etapa del Giro de Italia 1997.
En mayo de 2002, entonces miembro de Mercatone Uno, fue el primer corredor probado positivo por Nesp, una forma de EPO sintética detectable por vía urinaria. El resultado de este control realizado durante el Giro del Trentino se anunció durante el Giro de Italia 2002, donde fue excluido. En julio, la federación italiana de ciclismo emitió una suspensión de seis meses contra él.

## Palmarés
1996
- Baby Giro, más 1 etapa
- 3 etapas del Tríptico de las Ardenas
- 2.º en el Campeonato Mundial Contrarreloj sub-23
- 2.° en el Campeonato Mundial en Ruta sub-23

1997
- 1 etapa del Giro de Italia

## Resultados en Grandes Vueltas
| Carrera | Carrera         | 1997 | 1998 | 1999 | 2000 | 2001 | 2002 | 2003 | 2004 |
| ------- | --------------- | ---- | ---- | ---- | ---- | ---- | ---- | ---- | ---- |
|         | Giro de Italia  | 32.º | 19.º | 10.º | 33.º | 33.º | Ab.  | ―    | ―    |
|         | Tour de Francia | —    | —    | —    | —    | —    | —    | —    | —    |
|         | Vuelta a España | Ab.  | 37.º | —    | 37.º | 63.º | —    | —    | 79.º |

―: no participa

Ab.: abandono